# Giovanni Giavi
Giovanni Giavi (Padova, 26 aprile 1906 – 30 settembre 1980) è stato un politico italiano.

## Biografia
Fu Deputato della Consulta Nazionale Italiana e della I legislatura della Repubblica Italiana.
Fu Sottosegretario di Stato al Ministero del Tesoro, con delega per le pensioni di guerra, nel Governo De Gasperi V.